# طريق 40 (الأردن)
طريق 40 هو طريق سريع بين الشرق والغرب في الأردن. يربط الأزرق بعمان. ثم تستمر الطريق إلى الغرب لينتهي على الطريق السريع 65.